# ハルシュキ

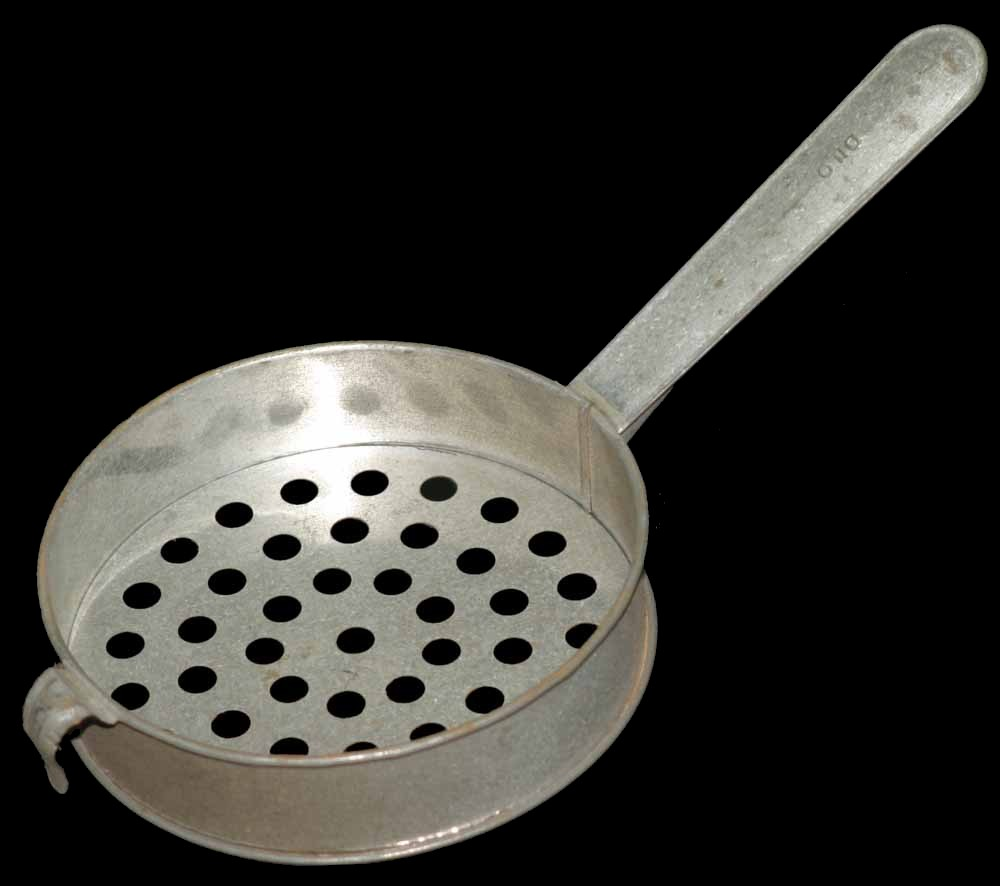
ハルスカル

ハルシュキ (halušky, IPA: [ɦaluʃkɪ]) は、中東欧で広くみられる伝統的な太く、やわらかい麺料理ないしダンプリング。「ハルシュキ」はチェコおよびスロバキアでの複数形での呼び名で、ハンガリーではガルシュカ (galuska) またはノケドリ (nokedli) 、ウクライナではハルシュカ (галушка, halushka)、リトアニアではヴィルティヌカイ (virtinukai) とそれぞれ呼ばれる。
ダンプリングそれ自体のほか、麺にソテーしたキャベツやタマネギを添えた料理もハルシュキと呼ばれる。
スロバキアでは、やわらかい羊のチーズであるブリンザをハルシュキにからめたブリンゾベー・ハルシュキが国民的料理となっているほか、ブイヨンにバターを溶かすための道具をハルスカル (haluskar) といい、これも各家庭に備わった調理道具となっている 。